# Trifluorure d'uranium
Le trifluorure d'uranium est un composé chimique inorganique de formule chimique UF3.

## Synthèse
Le trifluorure d'uranium peut être obtenu en faisant réagir du fluorure d'uranium(IV) avec de l'aluminium à 900 °C ou avec de l'uranium : 
{\displaystyle \mathrm {UF_{4}+Al\longrightarrow UF_{3}+AlF} }
{\displaystyle \mathrm {3\ UF_{4}+U\longrightarrow 4\ UF_{3}} }